# Fayston
Fayston (EE. UU.: /ˈfeɪstən/) es un pueblo ubicado en el condado de Washington en el estado estadounidense de Vermont. En el año 2010 tenía una población de 1,353 habitantes y una densidad poblacional de 14 personas por km².

## Geografía
Fayston se encuentra ubicado en las coordenadas 44°12′44″N 72°51′47″O / 44.21222, -72.86306.

## Demografía
Según la Oficina del Censo en 2000 los ingresos medios por hogar en la localidad eran de $53,472 y los ingresos medios por familia eran $60,938. Los hombres tenían unos ingresos medios de $35,139 frente a los $26,852 para las mujeres. La renta per cápita para la localidad era de $28,196. Alrededor del 5.5% de la población estaban por debajo del umbral de pobreza.